# Фраита
Фраита (Арабиц: الفرايطة), је град у Мароку.